# Kuncberk
Kuncberk (též Kunsberk) je zaniklý hrad v těsné blízkosti Křince v okrese Nymburk. Stál na stejnojmenném vrchu v nadmořské výšce 215 metrů. Od roku 1965 je chráněn jako kulturní památka.

## Historie
Stavebníkem hradu byl před rokem 1470 Jan Křinecký z Ronova, jehož potomkům patřil až do roku 1575, kdy ho koupil Jindřich z Valdštejna. Poté byl opuštěn, protože Valdštejnové sídlili na dobrovickém zámku a hrad Kuncberk se roku 1638 uvádí jako pobořený.
V roce 1650 panství koupili Morzinové, kteří na jeho místě nechali v letech 1659–1680 postavit malý raně barokní zámek. Zchátralý byl roku 1818 opraven dalšími majiteli panství Bethmanny, ale v průběhu 19. století znovu zpustl a v roce 1891 byl zbořen.

## Stavební podoba
Hrad stál na nízkém, v rovinaté krajině dominantním, návrší. Měl šestiboký půdorys a jeho vnitřní zástavbu neznáme, protože podlehla zámeckým úpravám v 17. století. Dochované klenuté prostory pocházejí ze stavby zámku, ale není vyloučeno, že některé z nich by mohly být dochovanými zbytky hradu. Nejvýraznějším pozůstatkem hradu je široký okružní příkop a mohutný val před ním, který umožňoval použití velkého množství těžkých děl.
Zámek postavený na místě hradu měl osmiboký půdorys, kamenné přízemí a hrázděné patro. V přízemí se nacházel malbami zdobený vstupní sál, kuchyně a dva pokoje. Další tři místnosti a velký sál se štukovou výzdobou a iluzivními freskami byly v patře.